# メアリー・ンジミロ
メアリー・ンジミロ（Mary Nzimiro、出生名：Mary Nwametu Onumonu、1898年 - 1993年、MBE）は、ナイジェリア人女性実業家および政治家、女性活動家の先駆け。ンジミロは自身がポートハーコートおよびアバ、オウェリに所有する繊維製品と化粧品の小売業を維持していた1948年にナイジェリア東部の合同アフリカ会社（UAC）の主要代表に任命された。1950年代初頭には西アフリカでもっとも裕福な個人の一人となり、ポートハーコートの高級住宅街バーナード・カー通りに居住するようになった。政治的な面では、ンジミロは影響力のあるNCNCのメンバーだった。

## 生い立ち
1898年10月16日にイモ州のオグタで生まれたメアリー・ナワメトゥ・オヌモヌは、植民地の状況下で権利を認められたイボ族の首長であるオヌモヌ・ウゾアルと、成功したヤシ製品の商人であるルースの娘だった。6人兄弟の長女で、オグタの聖心学校に通い、その後アサバの修道院学校に進学し、1920年に卒業した。その後間もなく、UACの書記として働いていたリチャード・ンジミロと結婚した。

## 職歴
母親によってビジネスの世界に導かれた彼女は、夫の仕事でイラに移った際に、塩やヤシ油を扱い、ンコウォやエケ市場で販売した。その後、オニチャやオポボに転居し、最終的に1940年代半ばにポートハーコートに定住した。夫はデスクワークを辞めてメアリー・ンジミロのビジネスを手伝だった。商業が発展した都市で、ンジミロはテキスタイル、火薬、化粧品などを取引することができた。ビジネスセンスと高い信頼性の評判からUACの代理人となり、1948年には同社のナイジェリア東部地域の主要代表者となった。この立場でナイジェリア、ガーナ、シエラレオネの卸売業者や小売業者に大量の商品を販売した。また、ポートハーコートや周辺都市に自らのテキスタイルや化粧品の小売店を開設した。
UACの取締役たちは、ンジミロがロンドン、マンチェスター、グラスゴーへ数回の出張旅行をするよう手配した。さらに、ンジミロはポートハーコートにアジップと、ラゴスにTOTALと提携したガソリンスタンドを開業したメアリー・ンジミロは、バーナード・カー通りに自宅を持つなど、ポートハーコートで数多くの不動産資産を持ち、西アフリカで最も裕福な人物の1人となった。ンジミロは奨学金を提供し、多くの女性見習いたちが自分自身のビジネスを始められるよう支援した。ンジミロと夫は、1945年にオグタに学校を開校し、のちに娘であるプリシラ・ンジミロがグラスゴー大学の医学科を卒業した直後に亡くなったことを悼んで、プリシラ記念文法学校と改名した。夫が1959年に亡くなった後、1966年には、ンジミロ記念女子中学校を設立した。
政治的な面では、ンジミロは影響力のあるNCNCのメンバーであり、1957年に執行委員に、1962年にはNCNC東部女性協会の副会長となった。1967年から1970年にかけてのナイジェリア内戦のあいだ、ビアフラ人を支援するイボ人女性を組織化した。その結果、ポートハーコートに所有した財産のほとんどを失い、故郷のオグタにもどって1993年に死去した。